# Seeburg (Niedersachsen)
Seeburg er en by og kommune i det centrale Tyskland, beliggende under Landkreis Göttingen, i den sydlige del af delstaten Niedersachsen. Seeburg, der har godt 1.600 indbyggere (2012), er en del af amtet (samtgemeinde) Radolfshausen. I kommunen er der to landsbyer: selve Seeburg og Bernshausen.
Området ligger ved Seeburger See i det historiske landskab Eichsfeld.